# Medea (pel·lícula de 1988)
Medea és una pel·lícula per televisió dramàtica del 1988 dirigida per Lars von Trier. Es basa en l'adaptació de Carl Theodor Dreyer de l'obra d'Eurípides Medea.

## Trama
El rei Creont de Corint vol assegurar el seu tron. Per fer-ho, vol casar el reeixit guerrer Jasó amb la seva filla Glauce. Jasó accepta, però ja està casat amb Medea. Com que Medea és coneguda com una dona sàvia, Creont sent la necessitat de desterrar Medea i els seus dos nois de la ciutat. Ella li demana que la deixi quedar-se, però ell li dona només un dia per tal de satisfer les necessitats dels dos nois.
Medea fa un acord amb el rei d'Atenes, Egeu, perquè ella i els dos nois puguin venir a viure a Atenes amb la seva protecció. Aleshores planeja assassinar tant a Glauce com a Creont i, finalment, als seus propis fills.

## Repartiment
- Udo Kier - Jasó
- Kirsten Olesen - Medea
- Henning Jensen - Creont
- Solbjørg Højfeldt - Infermera
- Preben Lerdorff Rye - Pedagog
- Baard Owe - Aegeus
- Ludmilla Glinska - Glauce
- Vera Gebuhr - Vell acompanyant
- Jonny Kilde - Vell noi
- Richard Kilde - Jove noi
- Dick Kaysø - Veu de Jaeson
- Mette Munk Plum - Veu de Glauce

## Recepció crítica
La pel·lícula va ser rebuda amb elogis de la crítica. Rotten Tomatoes dona una puntuació del 86% basada en 14 ressenyes.